# Golfo Aranci
Golfo Aranci (tiếng Sardegna: Figari) là một đô thị ở tỉnh Sassari trong vùng Sardegna, có khoảng cách khoảng 200 km về phía bắc của Cagliari và cách khoảng 13 km về phía đông bắc của Olbia. Đô thị này có diện tích 38 km2, dân số cuối năm 2004 là 2206 người.